# Macrochaeta polyonyx
Macrochaeta polyonyx är en ringmaskart som beskrevs av Eliason 1962. Macrochaeta polyonyx ingår i släktet Macrochaeta och familjen Acrocirridae. Arten är reproducerande i Sverige. Inga underarter finns listade i Catalogue of Life.